# Strajk

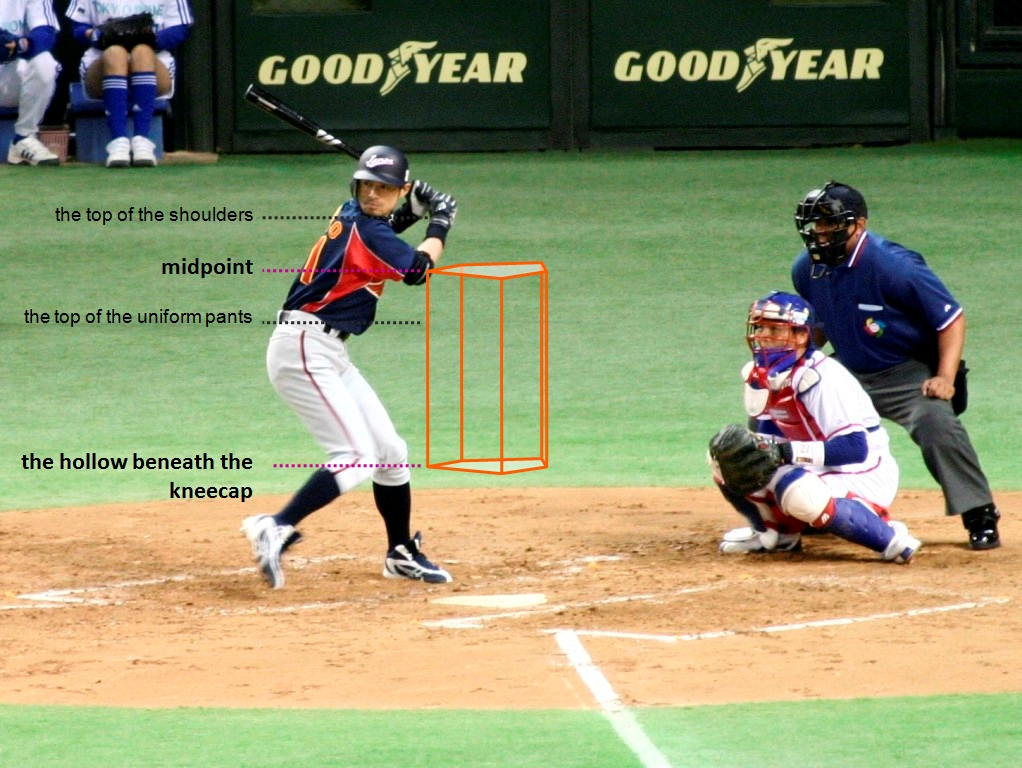
Strajk zóna. Pálkař na obrázku je Ičiró Suzuki.

Strajk (angl. Strike) je v baseballu a softballu dobrý nadhoz. Jako strajk je rozhodčím posouzen každý nadhoz směřující (bez odrazu do země) do tzv. strajk zóny (angl. Strike zone). Jako strajk je rozhodčím vyhlášen také jakýkoliv nadhoz, který se pálkař pokusí odpálit, ale mine míč (tzv. prošvihne). Při třetím strajku je pálkař rozhodčím vyhlášen Aut (tzv. Strajk aut - angl. Strike out).
Jako první a druhý strajk pálkaře je také započítáván chybný odpal (odpal mimo hřiště, odpal mimo výseč), angl. foul ball. Je to odpal mimo pravoúhlou výseč vymezenou pomezními čarami. V případě, že pálkař už má dva strajky, nejsou už další chybné odpaly brány jako strajk.  
Strajk zóna je prostor pomyslného obdélníku, který je vymezen šířkou domácí mety a úrovní nad koleny a pod předním ramenem (podpažím) konkrétního pálkaře v přirozeném postoji.